# St. Georg am Berg (Vachendorf)

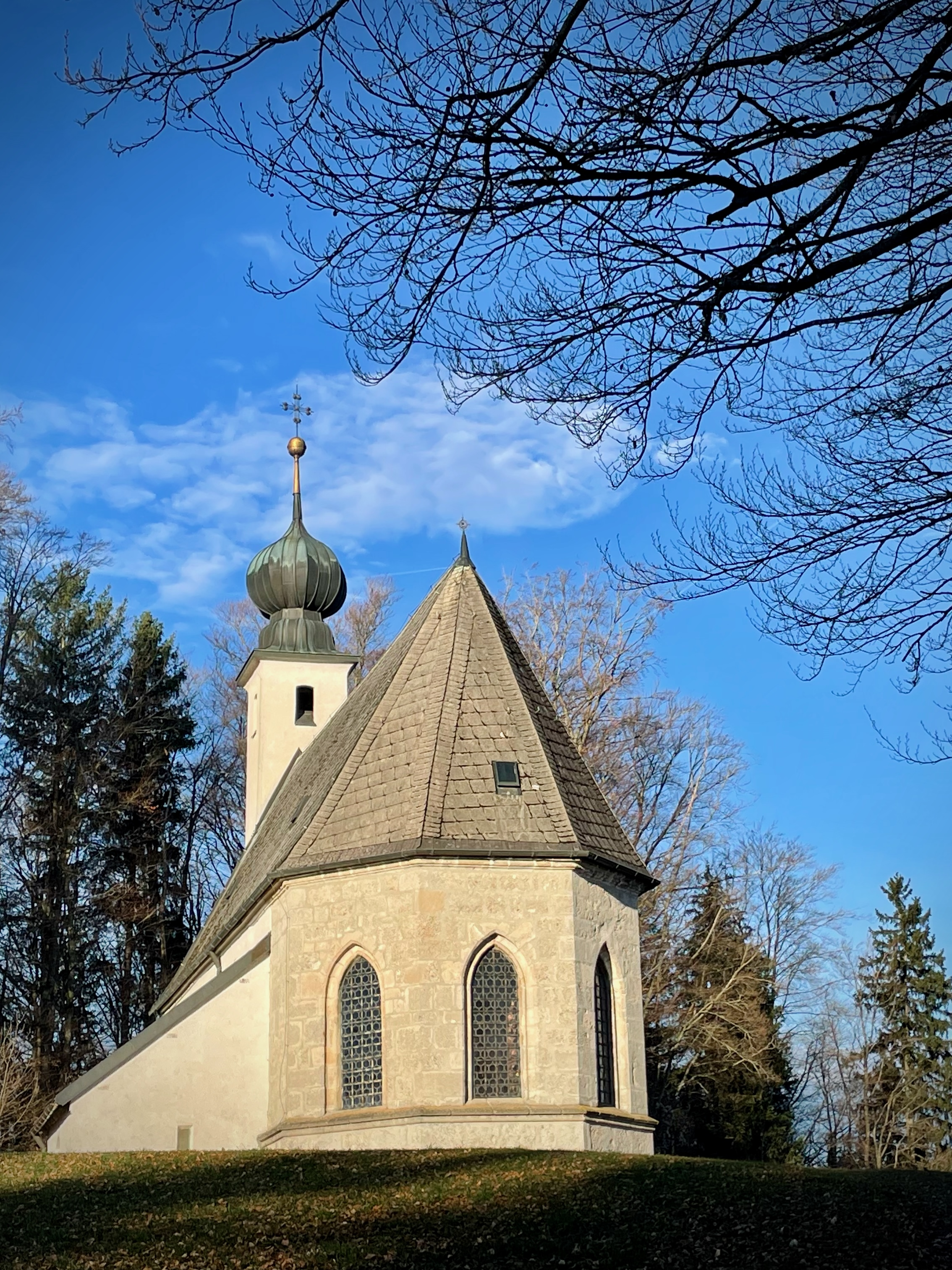
Außenansicht der Filialkirche St. Georg am Berg

Die römisch-katholische Filialkirche St. Georg am Berg in Vachendorf, Oberbayern, ist ein Bau mit romanischen Grundmauern, der in der Gotik verändert und dessen Innenausstattung später barockisiert wurde. Sie gehört zur Pfarrei Mariä Himmelfahrt, Vachendorf. Es handelt sich um ein geschütztes Baudenkmal, das an einem Ort errichtet wurde, dessen kultische Tradition möglicherweise bis in die Vorgeschichte zurückreicht. Sie wird im Volksmund „Georgikircherl“ oder einfach nur „’s Kircherl“ genannt.

## Geografie

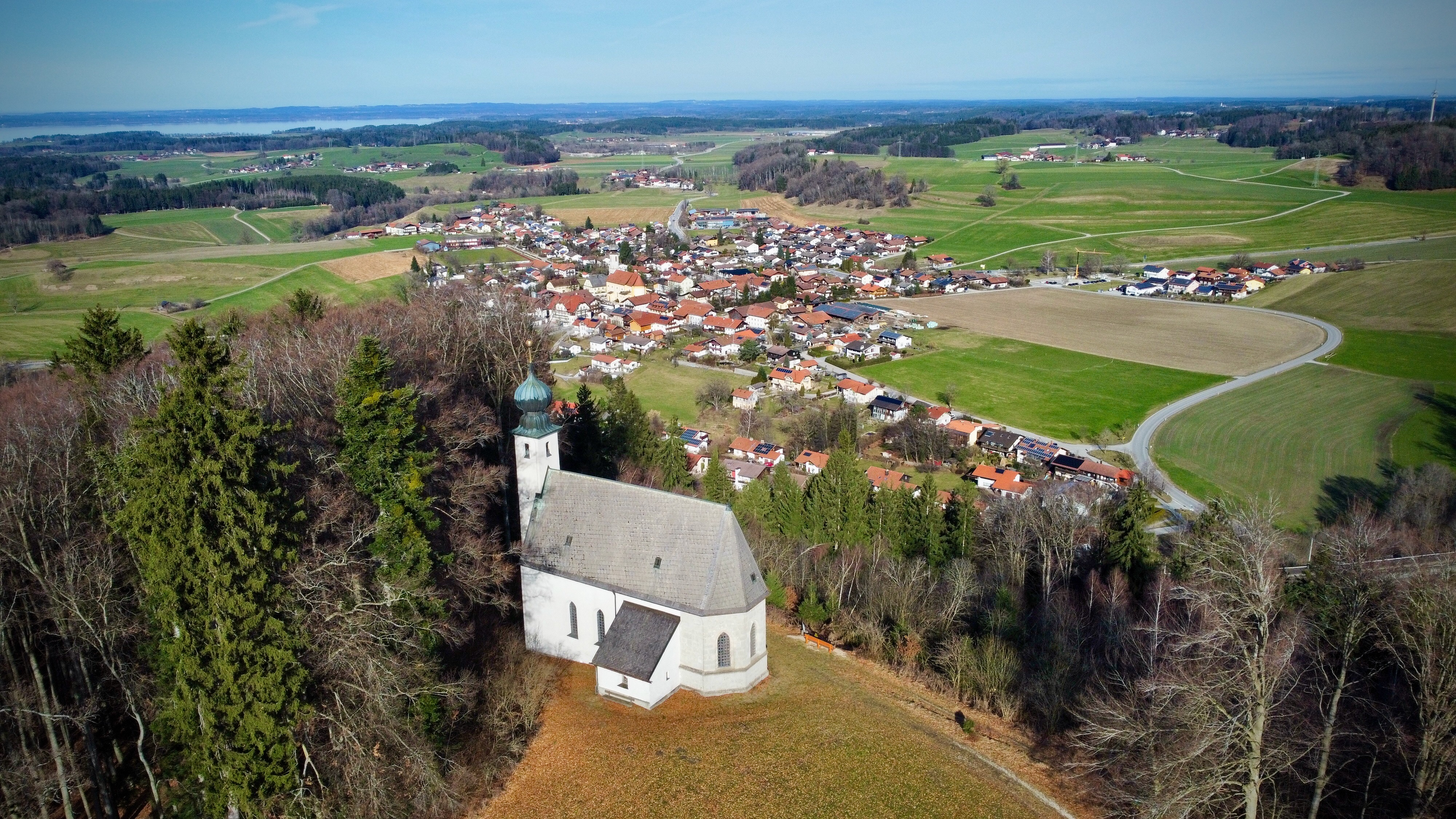
St. Georg mit Chiemsee, Drohnenaufnahme

Die Kirche liegt landschaftlich reizvoll auf dem 676 m hohen Georgiberg bei Alferting, einem Ortsteil der Gemeinde Vachendorf im oberbayerischen Landkreis Traunstein. Dank der exponierten Lage reicht der Ausblick vom Westen über den Chiemsee bis weit ins oberbayerische Alpenvorland. Im Süden befindet sich der Einödhof Alferting, dahinter der Daxlberg.
Der Georgiberg ist geologisch ein Teil der tertiären Faltenmolasse, der größtenteils von würmeiszeitlichen Sedimenten (Endmoräne „Ebersberger Stadium“, Till, im Süd-Osten Schmelzwasserschotter) überlagert ist.

## Geschichte
1967 wurden an der Georgi-Kirche römische Siedlungsfunde geborgen. Es handelt sich um Keramikscherben. Daneben wurden auch Körpergräber gefunden, die aber nicht datiert werden konnten. Das Georgs-Patrozinium der Kirche, ihre Lage, die archäologischen Funde und weitere vorgeschichtliche Funde in der näheren Umgebung deuten auf einen Kult- oder Opferplatz, dessen Nutzung möglicherweise bis in die Frühbronzezeit zurückreicht.
Im 12. Jahrhundert war der „Drachentöter“ St. Georg sehr populär und das Patrozinium der ursprünglich romanischen Kirche deutet auf eine Erbauung um diese Zeit hin.
Die Kirche wurde bis ins 17. Jahrhundert nur dreimal im Jahr zu Gottesdiensten genutzt. Sie wurde gegen Ende des 17. Jahrhunderts sehr aufwändig renoviert und ausgestattet. Das resultierte aus ihrer Bedeutung als Wallfahrtsstätte, die St. Georg in der Barockzeit zu einer der reichsten Kirchen in Südostbayern machte. Aus ihrem Stiftungsvermögen wurde die Renovierung finanziert. Daneben wurden aus den Erträgen der Wallfahrt auch viele kirchliche Baumaßnahmen in der Umgebung maßgeblich mitgetragen, so der Großteil des Kirchenneubaus 1680/82 der Mutterkirche Mariä Himmelfahrt, Vachendorf. Wegen der hohen Erträge waren im 17./18. Jahrhundert über die Sommer auch Eremiten über der Sakristei bzw. später neben der Kirche ansässig und es wurden ab 1665 wöchentliche Messen abgehalten.

## Schimmelsage
Wie bei vielen Georgs-Kirchen im südbayerischen und österreichischen Raum spann sich auch hier um die Kirche eine Schimmelsage. In Vollmondnächten soll bisweilen ein mysteriöser weißer Schimmel zu sehen sein. Von Heimatforschern (Franz Liebl, Karl Schefczyk) wurde die Sage im 20. Jahrhundert aufgezeichnet und mit dem germanischen Wotanskult in Verbindung gebracht, so wurden der Sage nach auch weiße Pferde als Orakel bei Entscheidungen befragt. Als Symbol für die frühgeschichtliche Vergangenheit findet sich der Schimmel jedenfalls im Wappen der Gemeinde Vachendorf wieder.

## Architektur
Die ältesten Bauteile der Kirche stammen aus der Romanik. Es handelt sich um Teile des Gemäuers des Langhauses. Die romanischen Bauteile befinden sich heute unter Putz. Um 1500 wurde dann ein neuer gotischer Chor mit südlich anschließender Sakristei errichtet. In der Außenansicht setzt sich der gotische Anbau deutlich vom älteren Gebäudeteil ab. Er besteht aus Tuffquadern und hat einen Sockel, der unterhalb der drei Fenster in einem profilierten Kaffgesims endet. Durch dieses Gesims erhält der Anbau eine horizontale Komponente. Die ursprünglich bunten Glasfenster in den Spitzbögen wurden durch Vandalismus zerstört.
Um 1660/65 wurde die marode gewordene Holzdecke im Langhaus durch ein Gewölbe ersetzt. Dabei wurden auch die Fenster neu ausgebrochen.
Frühbarocke Umbauten prägen heute das Langhaus. Auf einfachen Wandpfeilern mit Gesimsen und Kapitellen ruht ein Stichkappengewölbe. Dagegen ist der Chor nach wie vor spätgotisch ausgestaltet. Zwischen Langhaus und Chor ist ein profilierter Bogen eingezogen.
Im Inneren lagert das Netzgewölbe mit zwei Schlusssteinen über schlanken Wandpfeilern mit vorgelagerten Runddiensten, wobei die Gewölberippen ohne Kapitell den Diensten entwachsen. Auch in der Sakristei befindet sich ein Gewölbe.
Der 1718 eingestürzte Dachreiter wurde bis 1720 durch einen gemauerten Westturm ersetzt. Nachfolgend kam es zu keinen großen Veränderungen mehr.

## Ausstattung

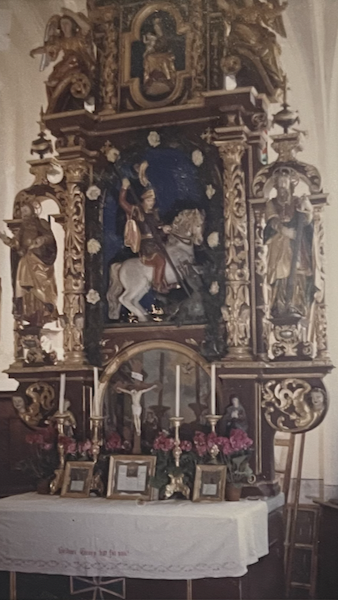
Historisches Foto von 1962 mit dem ursprünglichen Altar vor dem Diebstahl

Im Barock kam es zu einer Neuausstattung mit Kanzel, Chorgestühl, Chorbogenkreuz und Passionsbildern an der Empore. Der Choraltar folgte 1671–1673, geschaffen von dem Weilheimer Bildhauer David Degler, Sohn und Nachfolger des überregional bedeutenden Hans Degler. 1680 wurde der nördliche Seitenaltar vermutlich von Traunsteiner Handwerkern gefertigt.
1971 und 1972 wurde zweimal innerhalb kurzer Zeit eingebrochen und dabei wurde der Hochaltar nahezu aller Bildwerke und Ornamente beraubt. Dabei sind lediglich der Schimmel, der Drache und die Madonnenfigur noch im Original von David Degler erhalten geblieben. 1973–75 wurde die Kirche innen und außen saniert. 1990/91 sorgte Georg Zeilinger für die rekonstruierende Wiederherstellung der Schnitzwerke des Altars, die beiden seitlichen Figuren der Wetterheiligen Johannes und Paulus mit den Attributen Blitz und Schwert schuf Rainer Huber neu.
Die schlicht gehaltene Kanzel und das umlaufende Chorgestühl sind in den sechziger Jahren des 17. Jahrhunderts entstanden.